# Tekniska läroverket i Helsingfors
Tekniska läroverket i Helsingfors, Verket, var en svenskspråkig läroanstalt i huvudstadsregionen som utbildade ingenjörer. Tekniska läroverket i Helsingfors grundades år 1916.
Det hade avdelningar för maskinteknik, elektroteknik och kemisk teknologi.
1996 fusionerades Tekniska läroverket med Svenska handelsläroverket (Lilla Hanken) och Svenska sjukvårdsinstitutet (Sjukis) och blev en del av Arcada – Nylands svenska yrkeshögskola. Verkets studerandekår, Tekniska Läroverkets Kamratförbund, gr. 1917, är nuförtiden en förening för ingenjörsstuderande i Arcada.